# Pere Mulet Cerdà
Pere Mulet Cerdà (1938 - Algaida, 28 de març de 2016) va ser un docent, activista i promotor cultural algaidí.
Mulet fou regidor de l'Ajuntament d'Algaida, així com col·laborador i gestor, durant dècades, de la revista Es Saig d'aquesta localitat, que va sorgir en la dècada dels vuitanta. Fou també un dels impulsors i membre del jurat dels Premis literaris «Castellix». L'octubre de 2016 s'acordà que el premi de narrativa curta portàs el nom de Pere Mulet Cerdà, com a homenatge a qui fou uns dels dinamitzadors dels Premis. Mulet va tenir una llarga trajectòria com a docent, havent treballat a diversos col·legis, com el Lluís Vives de Palma, on va exercir com a professor de Llatí. El 2014 va participar, al costat d'altres activistes en els actes de suport a la vaga de fam que va protagonitzar Jaume Sastre i Font a la Casa Llarga, en defensa d'una educació digna en català i contra la posició de no negociar del Govern de les Illes Balears en relació amb el conflicte educatiu. Pere Mulet Cerdà, «de can Cerdà», va ser, també, una de les persones que van participar com a informadors, pel que fa a la població d'Algaida, en la construcció del Nomenclàtor Toponímic de les Illes Balears.